# 新乌克兰斯凯 (罗夫诺州)
新烏克兰斯凯（羅馬化：Novoukrainske）是烏克蘭西部羅夫諾州杜布諾區拉迪维利夫市镇内的村莊。始建於1545年，面積0.35平方公里，海拔高度308米，2001年人口188，人口密度每平方公里537.1人。